# Bodins kyrka
Bodins kyrka (norska: Bodin kirke) är en kyrka i Bodø kommun i Nordland fylke i Norge, belägen vid Bodøgård.

## Kyrkobyggnaden
Bodins kyrka är en medeltida stenkyrka uppförd omkring år 1240. Ursprungligen byggdes den som en enskeppig kyrka, men den utvidgades 1784 med en flygel mot syd och takryttare. Vid en ombyggnation 1894 fick den ett nytt torn i väst och utvändig dekor i schweizerstil. När kyrkan restaurerades 1962–1964 togs dock dessa förnyelser bort och kyrkan återställdes till det utseende den hade på 1700-talet.
Kyrkan har omkring 450 sittplatser.

## Inventarier
Till inventarierna hör ett medeltida altare av marmor och täljsten. Predikstolen i renässansstil är från omkring 1650, målad av tyskfödde Gottfried Ezekiel, med bilder av evangelisterna. Altarskåpet i barockstil är från omkring 1670, och restaurerades senast 2005. Dopfunten av fauskemarmor är tillverkad av Oscar Bodøgaard 1966.